# It’s Blitz!
It's Blitz! – trzeci album studyjny nowojorskiego zespołu Yeah Yeah Yeahs. Początkowo miał być wydany 13 kwietnia 2009, jednak z powodu wycieku do internetu w lutym album wydano wcześniej, 9 marca w formacie digital download i 31 marca na płycie CD (w Stanach Zjednoczonych). W innych krajach album został wydany 6 kwietnia 2009. Pierwszy singel „Zero” wydano 24 lutego 2009. Producentem albumu został Nick Launay (producent takich artystów jak Nick Cave, Arcade Fire, Talking Heads, PiL) oraz David Andrew Sitek (TV on the Radio).
2 grudnia 2009 It's Blitz! został nominowany do Grammy w kategorii Best Alternative Music Album.

## Lista utworów
1. „Zero” – 4:25
2. „Heads Will Roll” – 3:41
3. „Soft Shock” – 3:53
4. „Skeletons” – 5:02
5. „Dull Life” – 4:08
6. „Shame and Fortune” – 3:31
7. „Runaway” – 5:13
8. „Dragon Queen” – 4:02
9. „Hysteric” – 3:50
10. „Little Shadow” – 3:57

## Listy przebojów
| Lista przebojów (2009)      | Pozycja |
| --------------------------- | ------- |
| ARIA Charts                 | 8       |
| UK Albums Chart             | 9       |
| Irish Albums Chart          | 10      |
| Billboard 200               | 22      |
| RIANZ                       | 22      |
| Ultratop 50                 | 23      |
| Duńska lista przebojów      | 40      |
| Meksykańska lista przebojów | 56      |
| VG-Lista                    | 12      |
| Ö3 Austria Top 40           | 61      |
| Szwajcarska lista przebojów | 85      |
| Francuska lista przebojów   | 160     |

## Skład
- Karen O – wokal
- Nick Zinner – gitara, keyboard, gitara basowa, automat perkusyjny
- Brian Chase – perkusja, bębny, karatale